# Captain
Captain es un grupo musical formado en Londres a finales de 2004. Presentan una variedad de canciones de rock alternativo con influencias de The Carpenters, Burt Bacharach, The Smashing Pumpkins y The Beach Boys. Están firmados actualmente con EMI y BMG.

## Origen
Captain empezó cuando Rik y Mario se conocieron en una fiesta en Cambridge en donde encontraron su pasión mutua por la música. Desde ese punto empezaron a escribir ideas para canciones que tocarían en los clubes nocturnos de Cambridge. Varios músicos rondaron al grupo, incluyendo a Luke, Buggsy y Neil antes de que Alex (bajo) y Reuben (batería) encajaran para crear a Captain.
La banda tiene su base en Londres, sin embargo Mario es de Atenas, Grecia; Rik nació en Londres pero ha vivido en muchos lugares (incluyendo Sudáfrica; Reuben es de Corby, Clare es de Devoy y Alex de Swindon. 
Reuben y Rik tocaron juntos en dos grupos previamente: Kid Blue y la banda de culto The Junket. Reuben también tocó con la banda islandesa Cherry Falls.
El grupo estuvo en el estudio de enero a marzo de 2006 grabando su primer álbum en los estudios Sarm Studios de Londres, con el productor Trevor Horn. Lanzaron al mercado This is Hazelville el 14 de agosto del mismo año.

## Discografía

### Álbumes
- "This is Hazelville cdr" álbum (EMI) no cat no.
- "This is Hazelville cdr" encoded álbum (rare.)
- "This Is Hazelville Box set álbum promo" UK CAT NO 00946 363764 2 4.
- "This Is Hazelville card sleeve promo" álbum UK CAT NO 00946 365269 2 8.
- "This Is Hazelville Tawian release cd" With Obi Strip UK CAT NO 0094637085028.
- "This Is Hazelville cd uk release (EMI) 00946370 8502.
- "This Is Hazelville double gatefold vinyl ltd 2000 (EMI) UK CAT NO 00946 365 2691 1.
- "This Is Hazelville double gatefold vinyl TEST PRESSING/ACCITATE (no info).
- "Captain Compilation" BMG Publishing cd given away to 500 at Edinburgh festival álbum + 8 instrumentals.

### Sencillos

#### Frontline
Lanzado por At Large Recordings el 1° de diciembre de 2005.
- "Frontline 2 track promo cd" (At Large) FUGCDDJO11 CAT NO 00946 341830 2 4.
- "Frontline white label 7" 1 of 99 made !! (At Large) FUGODJ011.
- "Frontline 2 track commercial cd" (At Large) FUGCD011 CAT NO 00946 341832 2 2.
- "Frontline 2 Track commercial blue sparkle 7" (At Large) FUGO011 CAT NO 00946 341 8327 7.

#### Broke
24 de abril de 2006 - #34 en el Reino Unido.
- "Broke 1 track cdr" (emi) UK NO CAT.
- "Broke 2 track promo cd" inc instrumental CDEMDJ 689 00946 359698 2 5.
- "Broke white label 7" 1 of 99 EM689.
- "Broke cd wallet" for download.
- "Broke cd" 2 track commercial cd including "Why Wait" cdem689 CAT NO 00946 359 759 2 5.
- "Broke gatefold vinyl 7" (1)" commercial 7" including "Kennedy" EM 689 CAT NO 00946 359 6987 0.
- "Broke vinyl 7" (2)" commercial 7" 2 including "Falling down the stairs EMX689 CAT NO 00946 363 1967 4.

#### Glorious
31 de julio de 2006 - #30 en el Reino Unido.
- "Glorious 1 track cdr" (emi) NO CAT NO .
- "Glorious 2 track cdr" (emi) inc álbum version NO CAT NO.
- "Glorious 3 track promo cd" inc instrumental CDEMDJ 700 CAT NO 00946 369 382 2 6.
- "Glorious white label 7" CAT NO EM 700.
- "Glorious Radio Slave 12" white label 12 EM DJ 700.
- "Glorious GOLD box with cd" for downloads NO CAT NO.
- "Glorious international 3 track promo cd" with cat code starting DPRO.
- "Glorious Download cd" given away with box NO CAT NO.
- "Glorious 2 track cd" commercial cd1 includes "Spring Park Hotel" CDEM 700 CAT NO 00946 3700942 0.
- "Glorious 4 track maxi cd" commercial cd2 includes "An Evening Light, Radioslave mix and video" CDEMS 700 CAT NO 00946 370 0940 6.
- "Glorious gatefold 7" vinyl (1) EM 700 CAT NO 00946 370 094 7 5.
- "Glorious 5" VINYL test pressing no info?

#### "Frontline"
13 de noviembre de 2006 - #62 en el Reino Unido.
- "Frontline 2 track promo cd" inc instrumental CDEMDJX 708 CAT NO 00946 376 139 2 4.
- "Fronltine 3 track promo cd" inc edit (wll be rare as not circulated) CDEMDJ 708 CAT NO 00946 375 508 2 3.
- "Frontline 7" White Label EM708.
- "Frontline DFA 12" white label very rare 12EMDJ 708.
- "Frontline Cd:" includes Clear Cut CDEM 708 CAT NO 00946 380 3072 0.
- "Frontline gatefold 7inch (1)" includes Evolutions EM 708 CAT NO 00946 375 508 7 8.
- "Frontline 7" (2)" includes These Words EMX 708 CAT NO 00946 381 183 7 4.
- "Frontline DFA Remix 12" 500 made 12 EM 708.

### Demos
- "Build A Life"
- "Western High"
- "East West"

- "Kennedy"
- "Frontline"
- "This Heart Keeps Beating For Me"

- "Glorious"
- "Broke"
- "Earache"
- "Why Wait"

### Compilaciones
- "In The city 2005 cd"
- "Camden Crawl 2006 cd" (Frontline)
- "Bands 06 cd" (Broke) (emi)
- "Ibiza Rocks 2006 cd" (inc Broke)

### Rarezas y Lados-B
- "Kennedy" Produced by Rob Kirwan (re- recorded bass and drums and mix).
- "Why Wait" Produced by Rob Kirwan b-side "Broke".
- "Falling Down The Stairs" Produced by Rob Kirwan b-side "Broke".
- "Spring Park Hotel" recorded by Tim Weidner b-side "Glorious".
- "An Evening Light" recorded by Tim Weidner b-side "Glorious".
- "Positivity" recorded by Tim Weidner b-side "Glorious".
- "Evolutions" recorded by Captain engineered by Ian b-side "Frontline".
- "Clear Cut" recorded by Captain engineered by Ian b-side "Frontline".
- "These Words" Unfaded version recorded by Captain engineered by Ian b-side "Frontline".
- "Wax Live at Bush Hall" Produced by JJ Stereo mixed by Paddy free Myspace download.
- "Accdie Live at Bush Hall" Produced by JJ Stereo mixed by Paddy free Myspace download.
- "Frontline" Produced by Rob Kirwan (released on At Large Recordings).
- "This Heart Keeps Beating For Me" Produced by Rob Kirwan (released on At Large Recordings).
- "Broke Demo" Produced by Rob Kirwan i-Tunes download.
- "Broke Instrumental" Produced By Trevor Horn from the Broke Promo cd.
- "Glorious Radioslave Remix" remixed by Radioslave (Matt Edwards) b-side Glorious (cd 2).
- "Glorious Cut And Shut version" Produced by Captain i-Tunes download.
- "Glorious live at Bush Hall" Produced by Paul for JJ Stereo I tunes download.
- "Glorious Demo" Produced by Rob Kirwan recorded at Rockfield Studios version 2 I tunes download.
- "Glorious Edit" Produced By Trevor Horn from the Glorious Promo cd and i-Tunes.
- "Glorious Instrumental" Produced By Trevor Horn from the Glorious Promo cd.
- "Frontline DFA Remix" Frontline 12" remixed by the DFA.
- "Frontline Demo" Produced by Rob Kirwan i-Tunes download.
- "Frontline Cut And Shut version" Produced by Captain i-Tunes download.
- "Frontline Instrumental" Produced By Trevor Horn from the Frontline Promo cd.

### No editados
- "Keep An Open Mind" Produced By Trevor Horn Unreleased.
- "Keep An Open Mind" Produced By Ben Hillier Unreleased.
- "Frontline DFA Remix instrumental" Frontline 12" remixed by the DFA Unreleased.
- "Frontline Edit" rare un-issued 3 track promo cd.
- ""These Words" faded version recorded by Captain engineered by Ian unreleased.
- "Glorious" 50 Eddies Remix Unreleased.